# A648-as autópálya (Németország)
Az A648-as autópálya (németül: Bundesautobahn 648) egy autópálya Németországban. Hossza 5 km.